# Johann Georg Grævius
Johann Georg Grævius, né le 29 janvier 1632 à (Naumbourg, Électorat de Saxe) et mort le 11 janvier 1703, était un philologue et critique allemand.

## Biographie
Son véritable nom était Græf, et non pas Grew comme le dit Paquot.
II commença ses études dans le gymnase de Pforta, et les acheva à l'université de Leipzig sous Rivinus et sous Strauch, qui professait alors l'histoire et la littérature latine, et fut jurisconsulte. Grævius était entraîné vers les lettres par son inclination naturelle. Mais son père souhaitait qu'il étudie le droit ; Strauch l'y engageait, et Grævius obéit. Vers ce temps il arriva que son père eut besoin de l'envoyer dans l'Ost-Frise, pour accélérer le payement d'une créance.
Après avoir terminé l'affaire qui en était le motif, il visita la Hollande, où vivaient alors Saumaise, Heinsius et Fréderic Gronovius. La conversation de Gronovius lui fit faire une triste découverte : c'est que ses études étaient à peu près manquées, qu'il avait reçu les principes d'une mauvaise école, et n'avait pas de temps à perdre s'il voulait corriger les vices de sa méthode.
Il pria Gronovius de lui servir désormais de guide ; il passa deux ans à Deventer, suivant les leçons de son nouveau maître.
Il alla ensuite entendre à Amsterdam Alex. Morus et David Blondel, dont les conseils le décidèrent à quitter le luthéranisme pour rejoindre Calvin. Selon Pieter Burmann, son panégyriste, ses motifs ne furent pas intéressés, et le nouveau converti n'écoutait que sa conscience. Grævius fut appelé en 1656 à l'université de Duisbourg. Il y était depuis deux années lorsque Gronovius, qui entrait à l'université de Leyde, demanda aux magistrats de Deventer de lui donner Grævius pour successeur. Ils y consentirent ; et Grævius, malgré les efforts de l'électeur de Brandebourg, qui pour le retenir lui offrait une augmentation d'honoraires, quitta une université pour un simple gymnase.
Après un séjour de trois ans à Deventer, il céda aux désirs de l'université d'Utrecht, qui lui offrait la chaire d'histoire, vacante par la mort d'Æmilius. Il se refusa aux vœux des magistrats d'Amsterdam et de Leyde, qui tentèrent deux fois de se l'attacher. L'électeur palatin, qui voulait l'attirer à Heidelberg, ne réussit pas mieux ; le roi de Prusse ne fut pas plus heureux, la république de Venise lui offrit une place dans l'université de Padoue, mais avec aussi peu ce succès, quoique pour le déterminer elle lui promît, outre des appointements considérables, une pleine liberté à l'égard de la religion, et toutes les immunités nécessaires contre l'importunité des inquisiteurs. Aucune offre ne le put séduire.
On accourait à ses leçons, non pas de toute la Hollande seulement, mais de toute l'Europe. En Allemagne, particulièrement, presque tous les grands seigneurs lui envoyaient leurs enfants, et il comptait parmi ses auditeurs des fils de princes, même de rois : car Guillaume III, qui le fit son historiographe, lui avait confié le jeune prince de Nassau.

## Publications

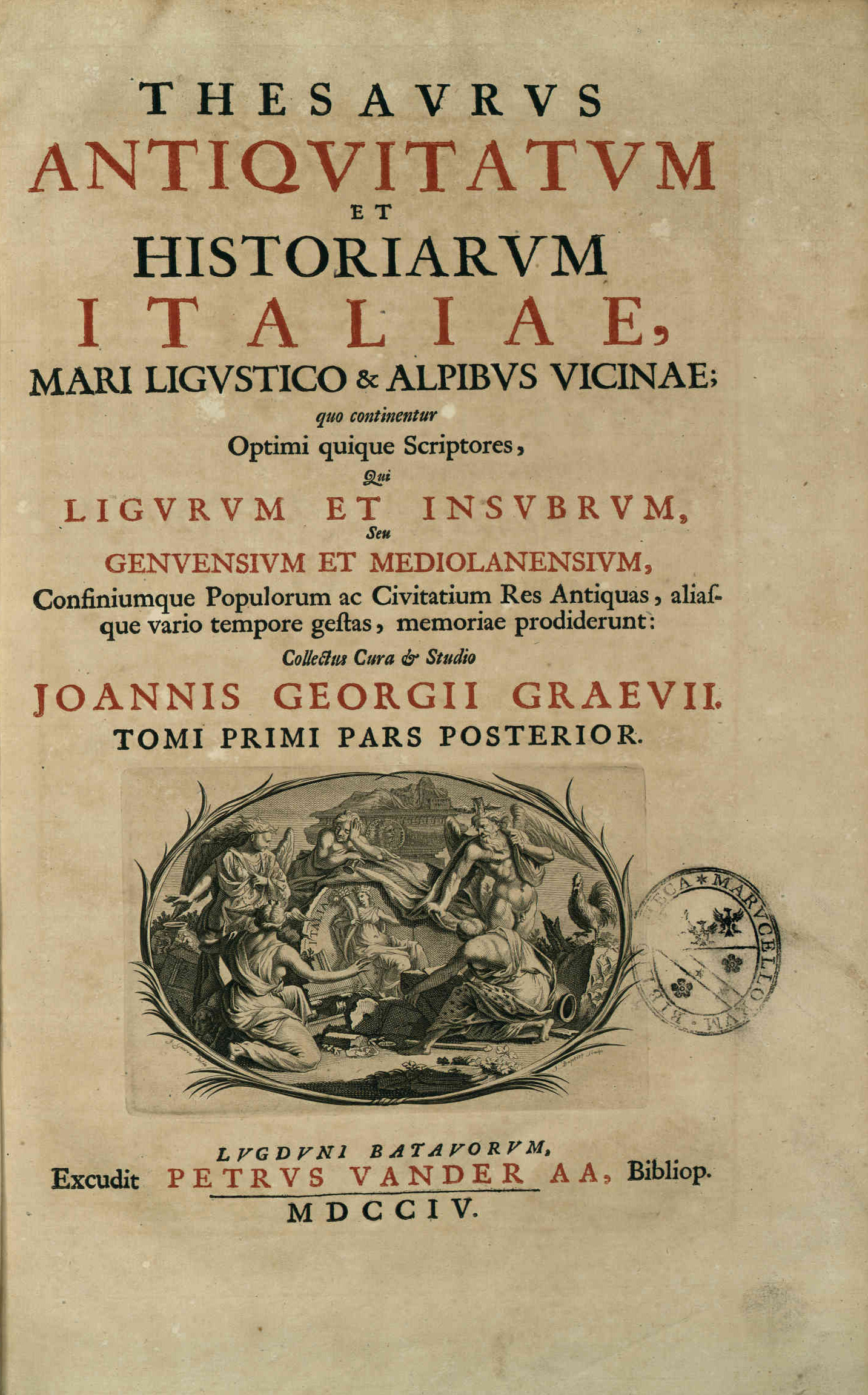
Thesaurus antiquitatum et historiarum Italiae, 1704

Paquot, et avant lui Burmann, dans le Trajectum eruditum, ont donné la liste complète de ses ouvrages. Les principaux sont :
1. Une édition des lettres de Casaubon, Brunswick, 1655 ;
2. le Soléciste de Lucien, Amsterdam, 1668, in-8°. Les notes sont remplies d'érudition grammaticale ; elles ont été réimprimées dans le Lucien de Reitz et dans celui de Deux-Ponts. Grævius a encore fourni quelques remarques à l'édition de Lucien, publiée à Amsterdam, en 1687. On lui attribue souvent cette édition ; mais il est constant qu'elle est l'ouvrage de J. Leclerc. ;
3. Hésiode, avec un Recueil d'excellentes observations, sous le titre de Lectiones Hesiodeæ, reproduites depuis dans l'Hésiode de Leclerc, dans celui de Robinson et celui de Læsner ;
4. Justin, 1669, réimprimé en 1683 avec les notes Variorum. Les remarques de Grævius se retrouvent dans le Justin d'Abr. Gronovius ;
5. Catulle, Tibulle et Properce, avec les notes Variorum, Utrecht, 1680. Il est assez vraisemblable que Grævius n'y a fourni que son nom et la préface.
6. Suétone, 1672. II y en a plusieurs réimpressions.
7. Florus, 1680 et autres années. Considérée une des meilleures productions de Grævius il y traite avec goût du style et de la latinité de Florus. Cette préface et les notes de Grævius ont reparu dans le Florus de Fischer.
8. Les Commentaires de César ;
9. les Lettres diverses de Cicéron, ses Lettres à Atticus, son Traité des Offices, ses Discours, avec les notes Variorum, Les remarques de Grævius sur Cicéron sont estimées ; elles se retrouvent en partie dans le Cicéron complet, donné avec aussi peu de soin que de succès par Verburge.

Grævius fut encore éditeur du vaste Trésor des antiquités romaines, 12 vol., in-folio ; du Lexique philologique, de Martinus ; du traité de Junius, De pictura veterum ; des Poésies grecques et latines de Huet, et de plusieurs ouvrages de Meursius. Il avait, de concert avec P. Burmann et Holthen, commencé une réimpression des inscriptions de Gruter.
Enfin, c'est lui qui a commencé le vaste Trésor des antiquités d'Italie et de Sicile, 
terminé par le même Burmann, et qui forme 45 volumes in-fol. La mort le surprit au milieu de ce travail, le 11 janvier 1703.
Fabricius a publié la collection de ses préfaces et de ses lettres, Burmann celle de ses discours. Huet avait voulu l'associer au travail des éditions ad usum, et le charger particulièrement des Scriptores rei rusticae ; mais ce projet n'eut pas de suite. Ce savant humaniste eut part aux libéralités de Louis XIV ; et il en a témoigné sa reconnaissance dans les prolégomènes de son édition des Oraisons de Cicéron. Après sa mort il a paru sous son nom un livre intitulé : Cohors Musarum, mais où il n'y a pas un mot de lui, s'il faut en croire Burmann. Selon lui, si Grævius était né sous Auguste, il n'aurait pu écrire et parler un meilleur langage. Wieling, cité par Paquot, prétend au contraire que Grævius n'avait jamais pu parler le latin avec facilité.
Grævius eut dix-huit enfants ; son père en avait eu quatorze. Quatre filles seulement lui survécurent. Un de ses fils, nommé Théodore-George, promettait de marcher sur ses traces. Créé en 1691 lecteur d'éloquence et d'histoire, il s'occupait d'une édition de Callimaque ; mais il mourut avant d'avoir pu la publier. Son père se chargea de ce soin.
Pierre Bayle dit, dans une de ses lettres, « qu'on ne croit pas que les notes de Théodore Grævius soient d'autre main que de celle de son illustre père, qui voulait mettre son fils en réputation par ce tendre stratagème », mais rien n'appuie cette opinion.

## Sources
- « Johann Georg Grævius », dans Louis-Gabriel Michaud, Biographie universelle ancienne et moderne : histoire par ordre alphabétique de la vie publique et privée de tous les hommes avec la collaboration de plus de 300 savants et littérateurs français ou étrangers, 2e édition, 1843-1865 [détail de l’édition]